# Navata (Spagna)
Navata è un comune spagnolo di 741 abitanti situato nella comunità autonoma della Catalogna.